# Кастелбалдо
Кастелбалдо је насеље у Италији у округу Падова, региону Венето.
Према процени из 2011. у насељу је живело 1143 становника. Насеље се налази на надморској висини од 10 м.

## Становништво
| 1951. | 1961. | 1971. | 1981. | 1991. | 2001. | 2011. |
| ----- | ----- | ----- | ----- | ----- | ----- | ----- |
| 2.862 | 2.383 | 2.083 | 1.910 | 1.813 | 1.697 | 1.625 |